# 水落潔
水落 潔（みずおち きよし、1936年11月2日 - ）は、日本の古典演劇評論家、桜美林大学名誉教授、元毎日新聞記者。

## 来歴
大阪生まれ。1961年、早稲田大学第一文学部演劇科卒業。1962年、毎日新聞社に入り、学芸部副部長を経て編集委員。1970年以来、同紙歌舞伎・文楽評を担当。のち客員編集委員、1991年『上方歌舞伎』で芸術選奨新人賞受賞。1996年、毎日新聞社を退社。
2000年、桜美林大学教授。2001年より古典演劇界の重鎮として近松賞選考委員などを務める。2007年、桜美林大学名誉教授。
山田庄一は実兄。

## 著書
- 『文楽 そのエンチクロペディ』新曜社 1989
- 『江戸のキャリアウーマン 歌舞伎淑女録』鎌倉書房 1989
- 『江戸のシティーボーイ  歌舞伎紳士録』鎌倉書房 1989
- 『上方歌舞伎』東京書籍 1990
- 『平成歌舞伎俳優論』演劇出版社 1992
- 『歌舞伎おもしろ百科』毎日新聞社 (ミューブックス) 1992
- 『歌舞伎鑑賞辞典』東京堂出版 1993
- 『演劇散歩』演劇出版社 1996

### 共編著
- 『幸四郎の見果てぬ夢』松本幸四郎共著 毎日新聞社 1996
- 『鴈治郎芸談 中村鴈治郎 聞き書き』向陽書房 2000
- 『演劇と映像芸術の新詩学』高市順一郎共編 演劇出版社(桜美林大学人文文化研究論集) 2004

## 論文
- []https://cir.nii.ac.jp/all?q=%E6%B0%B4%E8%90%BD%E6%BD%94&range=0&nrid=&count=100&sortorder=2&type=1 <水落潔